# Massais

Massais este o comună în departamentul Deux-Sèvres, Franța. În 2009 avea o populație de 589 de locuitori.